# 비비아 아우렐리아 사비나
비비아 아우렐리아 사비나 (Vibia Aurelia Sabina, 서기 170년 – 서기 217년 이전)는 로마 황제 마르쿠스 아우렐리우스와 황후 소 파우스티나의 막내 딸이다. 로마 황후 루킬라와 로마 황제 콤모두스의 자매이기도 하다. 외조부모는 로마 황제 안토니누스 피우스와 황후 대 파우스티나였으며 친조부모는 도미티아 루킬라 그리고 법무관을 지낸 마르쿠스 안니우스 베루스였다.

## 생애
아우렐리아 사비나는 판노니아의 시르미움에서 태어났을 것이다. 태어난 해에, 그녀의 부모는 시르미움에서 원정을 준비하고 있었다. 아우렐리아 사비나는 로마 황제 하드리아누스의 아내였던 로마 황후 비비아 사비나 그리고 보좌 집정관을 지냈던 황후의 아버지인 루키우스 비비우스 사비누스를 기리며 이름 붙여졌다. 비비아 사비나는 아우렐리아 사비나의 부모와 친척 관계에 있었으며, 아우렐리아 사비나의 부모에게 있어서는 종조모, 루필리아 파우스티나와도 인척 관계였다. 루필리아 파우스티나는 마르쿠스 아우렐리우스의 조모 그리고 소 파우스티나의 외조모였다.
어린 시절 동안에, 아우렐리아 사비나는 부모와 함께 로마 제국 전역을 널리 돌아다녔었다. 서기 180년에 아버지가 사망하기 이전 어느 때, 아우렐리아 사비나는 아프리카 속주의 히포 레기우스 인근에 있는 티빌리스 출신의 원로원 의원 루키우스 안티스티우스 부루스와 약혼하였고, 이후에 혼인을 하였다.
부모가 죽었을 당시에, 오빠인 콤모두스가 서기 180년에 아버지의 뒤를 이어 로마 황제에 올랐다. 아우렐리아 사비나가 로마에서 안티스티우스 부르루스와 혼인을 올린 뒤, 부부는 티빌리스로 돌아와 정착하였다. 서기 181년, 그녀의 남편은 직권 집정관으로 활동했다. 서기 188년에, 안티스티우스 부르루스는 콤모두스에 대한 공모 사건에 연루되었다.
그는 콤모두스 공모 사건의 여러 로마 원로원 의원 중 한 명이었다. 이 암살 공모가 들어나자, 안티스티우스 부르루스는 사형에 쳐했다.

### 아프리카 속주의 유력한 이탈리아인
아우렐리아 사비나는 공모에 연루되지 않아 오빠의 처형에서 살아남았고, 아프리카에서 여생을 이어나갔다.
첫 남편이 죽자, 아우렐리아 사비나는 해방 노예 출신의 로마계 그리스인으로 기사 계급이었던 루키우스 아우렐리우스 아가클리투스와 재혼하였다. 아우렐리아 사비나는 티빌리스에서 남은 생애를 지냈다. 두 번의 혼인 중에 자녀는 없었던 곳으로 보인다.
그녀의 가문과 그리고 연줄 등 그녀의 지위로 인해, 아우렐리아 사비나는 북아프리카의 유력한 이탈리아 거주민이 되었다. 티빌리스에서 발견된 비문들에 따르면, 아우렐리아 사비나는 티빌리스의 중요한 '후원자'가 되었고 티빌리스 시민들은 아우렐리아 사비나에게 명예 시민 자격을 부여하기도 했다. 인근에 있던 로마-베르베르 도시 칼라마는 아우엘리아 사비나의 후원을 받으며 로마의 식민 도시로 승격하였고 도시 자체에서도 그녀를 자신들의 후원자라고 하며 영광을 표했다.

## 참고 문헌
- From Tiberius to the Antonines: a history of the Roman Empire AD 14-192, by Albino Garzetti, 1974
- The Roman Government of Britain, by Anthony R. Birley, Oxford University Press, 2005
- Marcus Aurelius, by Anthony Richard Birley, Routledge, 2000